# Área de Conservação da Paisagem de Naissaare
A Área de Conservação da Paisagem de Naissaare é um parque natural localizado no Condado de Harju, na Estónia.
A área do parque natural é de 1893 hectares.
A área protegida foi fundada em 1992 para proteger as paisagens e a biodiversidade da Ilha de Naissaar. Em 1995, a área protegida foi designada como área de conservação paisagística.